# Maechidinus marginalis
Maechidinus marginalis är en skalbaggsart som beskrevs av Lea 1919. Maechidinus marginalis ingår i släktet Maechidinus och familjen Melolonthidae. Inga underarter finns listade i Catalogue of Life.